# Arquidiócesis de Morelia
La arquidiócesis de Morelia (en latín: Archidioecesis Moreliensis) es una circunscripción eclesiástica de la Iglesia católica en México. Se trata de una arquidiócesis latina, sede metropolitana de la provincia eclesiástica de Morelia. Desde el 5 de noviembre de 2016 su arzobispo es Carlos Garfias Merlos.

## Territorio y organización

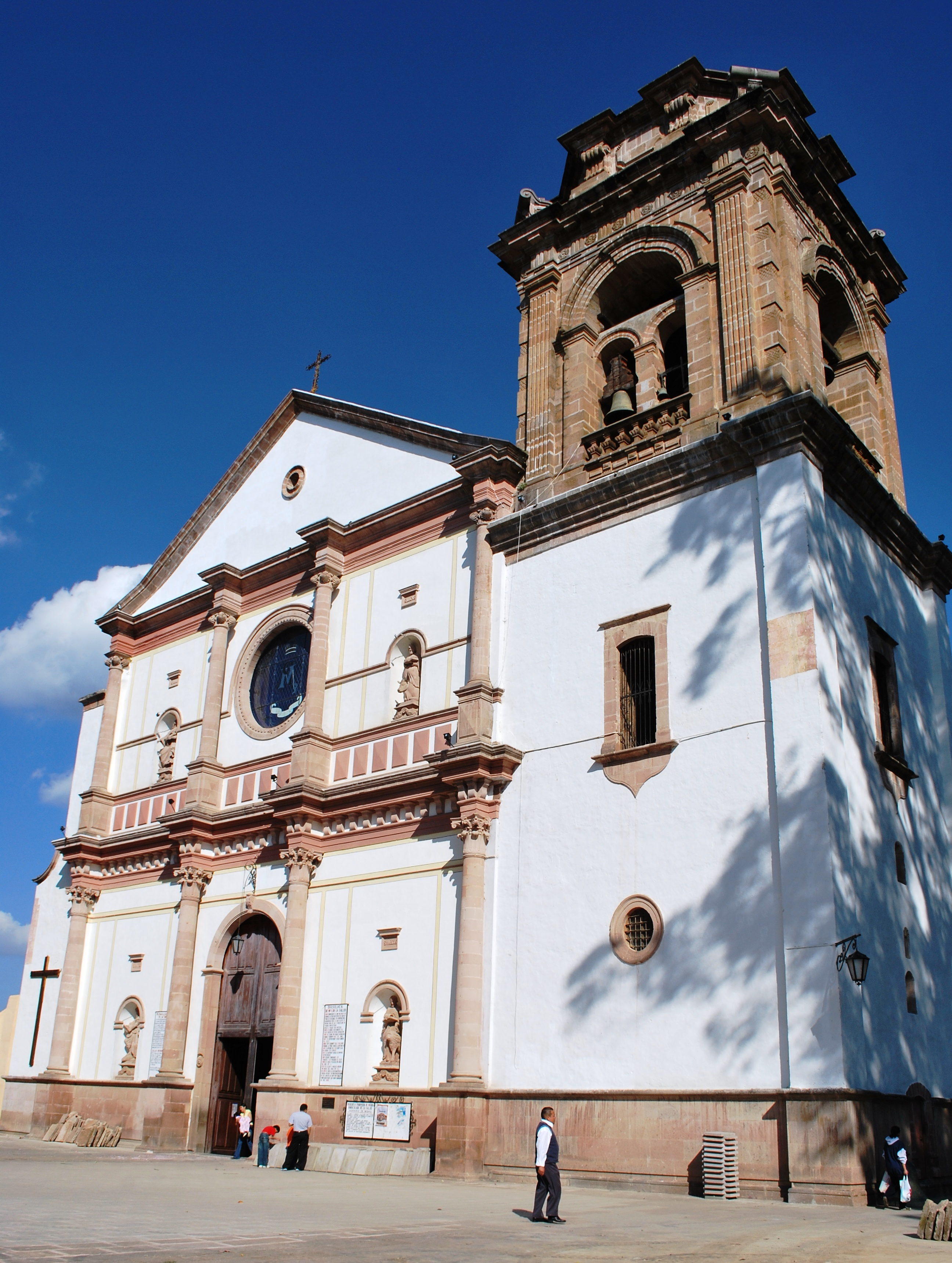
Basílica de Nuestra Señora de la Salud, en Pátzcuaro.

La arquidiócesis tiene 18 000 km² y extiende su jurisdicción sobre los fieles católicos de rito latino residentes en 56 municipios del:
- Estado de Guanajuato: Acámbaro, Coroneo, Jerécuaro, Moroleón, Salvatierra, Santiago Maravatío, Tarandacuao, Tarimoro, Uriangato y parte de los municipios de Pénjamo y Yuriria;
- Estado de Michoacán: Morelia, Acuitzio, Álvaro Obregón, Angamacutiro, Angangueo, Aporo, Charo, Chucándiro, Coeneo, Contepec, Copándaro, Cuitzeo, Epitacio Huerta, Erongarícuaro, Hidalgo, Huandacareo, Huaniqueo, Huiramba, Indaparapeo, Irimbo,  José Sixto Verduzco, Jungapeo, La Piedad, Lagunillas, Maravatío, Morelos, Numarán, Ocampo, Panindícuaro, Pátzcuaro, Puruándiro, Queréndaro, Quiroga, Santa Ana Maya, Senguio, Tarímbaro, Tlalpujahua, Tuxpan, Tzintzuntzan, Tzitzio, Zinapécuaro, Zitácuaro y parte de los municipios de Jiménez, Penjamillo y Zacapu.

La sede de la arquidiócesis se encuentra en la ciudad de Morelia, en donde se halla la Catedral de la Transfiguración del Señor, que es el templo de estilo barroco más alto de América. En Pátzcuaro se encuentra la basílica menor de Nuestra Señora de la Salud. El templo de la comunidad de Tupátaro es llamado popularmente la capilla sixtina michoacana, por su bello artesonado. 
La arquidiócesis tiene como sufragáneas a las diócesis de: Apatzingán, Lázaro Cárdenas, Tacámbaro y Zamora.
En 2021 en la arquidiócesis existían 242 parroquias agrupadas en 7 zonas pastorales. Existen el seminario arquidiocesano de Morelia y el seminario menor de María de Guadalupe.

## Historia
En los primeros meses de 1526 llegaron al reino de Michoacán los primeros misioneros posteriores a los conquistadores españoles, inicialmente fueron franciscanos, luego los agustinos se dedicaron a la evangelización de la región. Ya en febrero de 1534 el emperador Carlos I de España expresó su intención de dar origen a nuevas diócesis en México, incluida una en el territorio de Michoacán.
La diócesis de Michoacán fue erigida entre el 8 y el 18 de agosto de 1536 (11 de agosto de 1536 según el Anuario Pontificio) con la bula Illius fulciti praesidio del papa Paulo III. Fue la cuarta diócesis erigida en México en orden cronológico, después de la diócesis Carolense en 1519, cuya sede fue trasladada luego a Tlaxcala (hoy arquidiócesis de Puebla de los Ángeles), y las de la México en 1530 y la de Antequera en 1535.
Originalmente fue sufragánea de la archidiócesis de Sevilla, pero a partir de 1546 pasó a formar parte de la provincia eclesiástica de la arquidiócesis de México.
Inicialmente la sede de la diócesis estaba en la ciudad de Michoacán llamada en ese momento Tzintzuntzan. El 8 de julio de 1550 fue trasladada a Pátzcuaro en virtud del breve Exponi nobis del papa Julio III, y en 1579 a Valladolid, nombre con el que se llamó Morelia hasta 1828.
El primer obispo de la diócesis, Vasco de Quiroga, fue una personalidad muy fuerte que dejó una gran huella en la diócesis. Licenciado en derecho, fue enviado a México en 1531 como interventor, el contacto con los pueblos indígenas lo llevó a abandonar la profesión de juez para convertirse en sacerdote y dedicarse por entero a su crecimiento humano y cristiano. Durante su episcopado construyó la catedral del Divino Salvador, el hospital de Santa Marta y numerosas escuelas para brindar educación a los pueblos indígenas. También fundó el seminario diocesano al que sólo podían acceder quienes conocían al menos una de las lenguas habladas por las poblaciones indígenas. Murió a la edad de 95 años.
La catedral actual fue construida en 1660 por iniciativa del obispo Marcos Ramírez de Prado y Ovando (1639-1666). Al obispo Juan de Ortega Cano Montáñez y Patiño (1682-1699) se le deben Ordenanzas particulares según las cuales los sacerdotes y jueces eclesiásticos debían prestar mayor atención a las necesidades pastorales de los fieles. El propio obispo se trasladó a la Ciudad de México durante un cierto período y llegó a ser virrey de la Nueva España.
Durante el siglo XVIII destacó la figura del obispo Francisco Antonio de San Miguel Iglesia Cajiga (1783-1804), quien hizo construir el acueducto de la ciudad y distribuyó gran cantidad de limosnas a los ciudadanos.
En varias ocasiones cedió porciones de su territorio para la erección de nuevas diócesis:
- la diócesis de Compostela en la Nueva Galicia (hoy arquidiócesis de Guadalajara) el 13 de julio de 1548 mediante la bula Super specula del papa Paulo III;[6]
- la diócesis de Linares o Nuevo León (hoy arquidiócesis de Monterrey) el 15 de diciembre de 1777 mediante la bula Relata semper del papa Pío VI;[7]
- la diócesis de San Luis Potosí (hoy arquidiócesis de San Luis Potosí) el 31 de agosto de 1854 por el papa Pío IX con la bula Deo Optimo Maximo largiente.

En 1828 se cambió el nombre a la ciudad de Valladolid por el de Morelia en homenaje a José María Morelos y Pavón, originario de la ciudad.
En el siglo XIX, en medio de las múltiples luchas y revoluciones que azotaron a México, muchos obispos trabajaron para reducir los efectos de estas luchas en la población y salvaguardar la independencia de la Iglesia de los diversos líderes revolucionarios. En este período Juan Cayetano José María Gómez de Portugal y Solís (1831-1850) fue el primer obispo mexicano en ser nombrado cardenal, pero el nombramiento se produjo sólo un mes después de su muerte.
El 26 de enero de 1863 la diócesis cedió partes de su territorio para la erección por el papa Pío IX de las diócesis de León (hoy arquidiócesis de León, mediante la bula Gravissimum sollicitudinis) y de Zamora (mediante la bula In celsissima militantis Ecclesiae) y al mismo tiempo fue elevada al rango de arquidiócesis metropolitana mediante la bula Catholicae Romanae Ecclesiae, con el nombre de la arquidiócesis de Michoacán. Se le otorgó como sufragáneas a las diócesis de León, la Querétaro, la San Luis Potosí y Zamora.
El 16 de marzo de 1863 la arquidiócesis cedió otra porción de su territorio para la erección de la diócesis de Chilapa (hoy diócesis de Chilpancingo-Chilapa) mediante la bula Universi Dominici gregis del papa Pío VII.
En 1897 tuvo lugar el primer sínodo diocesano.
El 26 de julio de 1913 la arquidiócesis cedió otra porción de su territorio para la erección de la diócesis de Tacámbaro.
El 22 de noviembre de 1924 la arquidiócesis asumió su nombre actual.
El 13 de noviembre de 1973 cedió una porción de su territorio para la erección de la diócesis de Celaya mediante la bula Scribae illi del papa Pablo VI.
El sacerdote Bernabé de Jesús Méndez Montoya, fusilado durante la persecución cristera en Valtierrilla el 5 de febrero de 1928, fue beatificado el 22 de noviembre de 1992 y canonizado por el papa Juan Pablo II, junto a otros 26 cristianos mexicanos, el 21 de mayo de 2000.
El 3 de enero de 2004 cedió otra porción de su territorio para la erección de la diócesis de Irapuato mediante la bula Venerabiles Fratres del papa Juan Pablo II.
El 4 de enero de 2015, después del Ángelus, el papa Francisco anunció su creación como cardenal de la santa Iglesia romana en el consistorio del 14 de febrero de 2015, al entonces arzobispo de Morelia, Alberto Suárez Inda.
La arquidiócesis recibió la visita pastoral del papa Francisco el 16 de febrero de 2016.

## Estadísticas
Según el Anuario Pontificio 2022 la arquidiócesis tenía a fines de 2021 un total de 2 853 450 fieles bautizados.
| Año                                                                             | Población            | Población | Población      | Sacerdotes | Sacerdotes    | Sacerdotes    | Bautizados por sacerdote | Diáconos permanentes | Religiosos | Religiosos | Parroquias |
| Año                                                                             | Bautizados católicos | Total     | % de católicos | Total      | Clero secular | Clero regular | Bautizados por sacerdote | Diáconos permanentes | Varones    | Mujeres    | Parroquias |
| ------------------------------------------------------------------------------- | -------------------- | --------- | -------------- | ---------- | ------------- | ------------- | ------------------------ | -------------------- | ---------- | ---------- | ---------- |
| 1950                                                                            | 1 100 000            | 1 300 000 | 84.6           | 371        | 291           | 80            | 2964                     |                      | 83         | 681        | 126        |
| 1966                                                                            | 1 835 000            | 1 850 000 | 99.2           | 509        | 394           | 115           | 3605                     |                      | 143        | 1185       | 105        |
| 1970                                                                            | 1 800 000            | 1 825 000 | 98.6           | 507        | 392           | 115           | 3550                     |                      | 125        | 1272       | 141        |
| 1976                                                                            | 1 660 000            | 1 700 000 | 97.6           | 503        | 404           | 99            | 3300                     |                      | 122        | 825        | 177        |
| 1980                                                                            | 1 819 000            | 1 860 000 | 97.8           | 468        | 358           | 110           | 3886                     |                      | 132        | 820        | 195        |
| 1990                                                                            | 2 295 000            | 2 342 000 | 98.0           | 523        | 403           | 120           | 4388                     |                      | 151        | 1070       | 205        |
| 1999                                                                            | 2 850 000            | 3 000     | 95.0           | 580        | 468           | 112           | 4913                     |                      | 245        | 1100       | 242        |
| 2000                                                                            | 2 850 000            | 3 000     | 95.0           | 616        | 484           | 132           | 4626                     |                      | 245        | 1100       | 247        |
| 2001                                                                            | 2 948 000            | 3 100 000 | 95.1           | 611        | 479           | 132           | 4824                     |                      | 245        | 1107       | 251        |
| 2002                                                                            | 2 825 654            | 3 006 014 | 94.0           | 609        | 482           | 127           | 4639                     |                      | 245        | 1107       | 253        |
| 2003                                                                            | 2 836 719            | 3 006 014 | 94.4           | 589        | 461           | 128           | 4816                     |                      | 202        | 1121       | 255        |
| 2004                                                                            | 2 259 784            | 2 378 720 | 95.0           | 513        | 395           | 118           | 4405                     | 8                    | 187        | 1067       | 218        |
| 2013                                                                            | 2 455 618            | 2 612 360 | 94.0           | 565        | 429           | 136           | 4346                     |                      | 222        | 1064       | 236        |
| 2016                                                                            | 2 699 800            | 2 913 000 | 92.7           | 580        | 449           | 131           | 4654                     | 1                    | 228        | 1004       | 239        |
| 2019                                                                            | 2 802 800            | 3 185 000 | 88.0           | 599        | 459           | 140           | 4679                     | 3                    | 286        | 1259       | 243        |
| 2021                                                                            | 2 853 450            | 3 244 500 | 87.9           | 594        | 462           | 132           | 4803                     | 2                    | 234        | 808        | 242        |
| Fuente: Catholic-Hierarchy, que a su vez toma los datos del Anuario Pontificio. |                      |           |                |            |               |               |                          |                      |            |            |            |

- Bautizos en 2007: 54 700.
- Matrimonios en 2007: 12 618.

### Vida consagrada
En la arquidiócesis de Morelia existen 13 monasterios de religiosas contemplativas, 140 casas de religiosas de vida activa dedicadas especialmente a la educación, a la pastoral asistencial, casas de formación y otras actividades propias de su oficio. Algunas congregaciones que han nacido en esta arquidiócesis son: las Misioneras Guadalupanas del Espíritu Santo, las Misioneras Trabajadoras Sociales de la Iglesia, el Instituto Secular Sal Terrae y las Misioneras del Niño Jesús de la Salud.

## Episcopologio

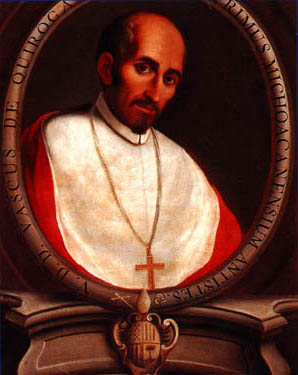
Vasco de Quiroga, primer obispo de Michoacán